# Xah Ghazi Rustam V
Xah Ghazi Rustam (V) ibn Alí Nusrat-ad-Din fou ispahbad bawàndida del Tabaristan.
Era fill d'Ali ibn Xahriyar Ala al-Dawla i el seu hereu designat. Ali Ala al-Dawla havia estat cridat diverses vegades pel sultà Sandjar i no s'havia presentat. El 1127 Sandjar va tornar a l'Iran occidental i Ali Ala al-Dawla aquesta vegada anava a obeir la seva crida però no es va arribar a reunir amb el sultà quan fou informat de l'oposició seriosa a la seva persona per part dels nebots del sultà. Al retorn de Sandjar el va tornar a cridar i Ali Ala al-Dawla es va excusar en la seva avançada edat i va oferir enviar a un dels seus fills, oferta que Sandjar va rebutjar. El 1131 Sandjar va escriure una vegada més a Ali Ala al-Dawla, i aquest va acceptar enviar contingents per lluitar al costat de Sandjar, però dirigits pel seu fill i hereu Xah Ghazi, sense voler anar-hi personalment, i aquesta vegada finalment, i per la situació política del moment, Sandjar va acceptar i Xah Ghazi es va distingir a la lluita i fou ferit a la batalla de Dinawar el 25 de maig de 1132. Sandjar li va concedir diversos honors i el va deixar tornar a Tabaristan.
El xa de Coràsmia Atsiz ibn Muhammad ibn Anushtigin va envair el Khurasan i es va apoderar de Gurgan (vers finals del 1141), i va expulsar al governador local bawàndida Rustam Kabudjama; Xah Ghazi va anar (sense coneixement del seu pare) a veure el xa de Coràsmia, al que va demanar l'alliberament de Rustam que va aconseguir (1142). Ali Ala al-Dawla li va tirar al seu fill en cara la seva actuació sense permís, però la situació no va anar a pitjor, ja que Ali va morir al cap de poc a Sari, el mateix any 1142 i el seu fill Xah Ghazi Rustam V ibn Ali Nusrat al-Din va pujar al tron.
El seu germà Tadj al-Muluk Mardawidj ibn Ali estava a Merv on havia estat servint al sultà Sandjar i amb el qual tenia una gran amistat. Sandjar li va donar una germana o una filla en matrimoni i el 1143 li va facilitar un exèrcit per reclamar el poder a Sari contra el seu germà. Mardawidj es va apoderar d'Astarabad, Tamixa i la fortalesa de Djohayna; Xah Ghazi va ser assetjat per vuit mesos a Qaḷʿa-ye Dārā però va resistir; Mardawidj va conservar no obstant les seves posicions. Sandjar va cridar a Xah Ghazi i li va exigir l'enviament d'un dels seus fills per estar al seu servei, i l'ispahbad li va enviar el seu fill i hereu Girdbazu que va arribar a Merv amb mil homes; Girbadzu fou assassinat per uns ismaïlites a Sarakhs (1144) i Xah Ghazi va acusar Sandjar del crim i va trencar relacions.
Xah Ghazi ja havia lluitat contra els ismaïlites durant el regnat del seu pare i havia estat ferit dues vegades per aquestos i ara va esdevenir el seu enemic implacable, dirigint diverses campanyes contra les seves fortaleses. Ibn al-Athir esmenta fins i tot un atac a Alamut aparentment el 1157; probablement vers el 1150 va atacar Girdkuh però va haver d'aixecar el setge al cap de poc temps quan fou atacat per Bughrategin, senyor de Djuwayn, instigat pels ismaïlites.
Sandjar fou capturat per les bandes oghuz del Khurasan el 1153 i això va deixar tranquil a Xah Ghazi que es va poder expandir pel Tabaristan; un bon nombre d'amirs de Sandjar es van refugiar al Tabaristan. El nebot de Sandjar, Sulayman Xah, fou proclamat sultà al Khurasan pels amirs (1154) però va haver de fugir al Tabaristan i fou acollit per Tadj al-Muluk Mardawidj a Astarabad, però al cap de poc Xah Ghazi va expulsar al seu germà Mardawidj, ara mancat de suports, de'Astarabad i Djuhayna i el va matar a Kabudjama abans que pogués fugir cap al Khurasan, dominant tot seguit el Gurgan i Dadjarm.
Mentre Sulayman Xah s'havia retirat amb el xa Atsiz, ara lleial a Sandjar (1154) i el va acompanyar a Rayy on els amirs del Jibal i de l'Azerbaidjan es van agrupar a l'entorn dels seljúcides. Xah Ghazi va ajudar el xa en la seva primera expedició al Khurasan (1154) i va atacar als oghuz al Dihistan però va patir una seriosa derrota.
Sulayman Xah es va establir a Hamadan (1155) i va concedir Rayy, Xawa i Simnan a Xah Ghazi en agraïment per haver-li donat suport. Però el karakhànida Mahmud Khan s'havia proclamat kan a Khurasan a la fugida de Sulayman, i aliat a Muayyid Ayaba, un poderós amir turcman, va envair el Tabaristan. Xah Ghazi el va derrotar i va negociar la seva retirada cap al Gurgan. A Rayy, que va dominar quasi dos anys (uns 20 mesos) va ser patró dels alides xiïtes i va construir una madrassa.
El 1156 Sandjar va fugir del seu captiveri i va retornar a Merv, i els oghuz es van retirar cap a Transoxiana (octubre/novembre) i Xah Ghazi va atacar llavors les fortaleses ismaïlites de Mehrbon i Mansurkuh que va conquerir després de llargs setges. Va ocupar llavors Bistam i Damghan (1157) i les va donar en feu a Sabik al-Dawla al-Qazwini, un antic lloctinent del sultà Masud.
El 1158 Tabaristan fou altre cop envaït, aquesta vegada pel sultà Mahmud i per Muayyid Ayaba i van derrotar el amir Itak, aliat de Xah Ghazi. Aquest va demanar la pau i va comprar la seva retirada a canvi d'una gran quantitat de diners i valuosos regals. El 1160 l'amir Itak va comprometre a Xah Ghazi en un altre conflicte contra els oghuz que havien vingut en ajut del cap dels turcmans Barziya, Yaghmurkhan, i que van fer un atac de càstig a l'Iraq; Itak va demanar ajut a Xah Ghazi que va enviar un exèrcit que altre cop va patir una greu derrota al Dihistan. El 1161 va enviar ajut al amir Sunkur Inandj que va poder recuperar Rayy que estava governada per Muhammad Pahlawan, fill d'Ildegiz, el fundador de la dinastia d'atabegs ildegízides inicialment a Iraq i Arran i després a l'Azerbaidjan, Jibal i Arran, que l'havia ocupat poc abans, però Inandj fou finalment derrotat i es va refugiar als dominis bawàndides.
El 1162 Muayyid Ayaba després de matar el sultà Mahmud i apoderar-se de Nixapur, Tus i Bayhak, va oferir a Xah Ghazi ser el seu sobirà i llegir el seu nom a la khutba si l'ajudava en el seu projecte d'expansió cap a l'oest, però Xah Ghazi va refusar i es va aliar a Sunkur Inandj al que va donar a la seva filla en matrimoni i el va nomenar comandant en cap de l'exèrcit, en la perspectiva de conquerir el Djabal i Khurasan. Ayaba llavors va iniciar l'ofensiva (1163) i va ocupar Bistam i Damghan, llegint la khutba en nom de Arslanxah ibn Toghrul, sultà nomenat per Ildegiz. El 1164 Xah Ghazi va enviar al amir Sabik al-Dawla al-Qazwini a reconquerir Bistam i Damghan cosa que va aconseguir rebent la senyoria feudal sobre aquestos territoris.
Xah Ghazi, incapacitat de moviment per la gota, va morir el 23 de gener de 1165. Segons l'historiador Abd al-Djalil al-Razi en el seu regnar va llegir la khutba en nom de l'imam al que també va fer constar a les seves monedes (no se'n han trobat). El va succeir el seu fill Hasan ibn Rustam (V) Ala al-Dawla Xaraf al-Muluk.